# Pachyiulus venetus
Pachyiulus venetus är en mångfotingart som beskrevs av Karl Wilhelm Verhoeff 1926. Pachyiulus venetus ingår i släktet Pachyiulus och familjen kejsardubbelfotingar. Inga underarter finns listade i Catalogue of Life.